# La Matanza (Cantabria)
La Matanza es la capital del municipio de Valle de Villaverde (Cantabria, España). En el año 2008 contaba con una población de 173 habitantes (INE), con la que era el núcleo más poblado de todo el municipio. Está a una distancia de 79 kilómetros de Santander, y se encuentra a 200 metros sobre el nivel del mar. 
En La Matanza está situado el Museo de Etnografía de Villaverde, inaugurado en 2001, dedicado a la historia y a la etnografía del municipio. Destaca, entre otras cosas, la explicación del pasabolo tablón, variante de los bolos.

## Características
1. ↑  Cantabria 102 Municipios; Valle de Villaverde: Núcleos de población (Última consulta: 2 de enero de 2012).
2. ↑  Cantabria 102 Municipios; Valle de Villaverde: Etnografía y folklore (Última consulta: 2 de enero de 2011).

- Datos: Q5964292
- Multimedia: La Matanza (Cantabria) / Q5964292